# Caroço
Caroço é um termo popular ligado, de maneira geral, à semente de um fruto, ou ao endocarpo lenhoso de algumas frutas, como pêssegos, amêndoas e ameixas. 
O termo caroço também é uma denominação popular para determinados tipos de tumor, como lipomas ou câncer de mama.